# Cantó de La Garenne-Colombes
El cantó de La Garenne-Colombes és un antic cantó francès del departament dels Alts del Sena, que estava situat al districte de Nanterre. Comptava amb el municipi de La Garenne-Colombes.
Al 2015 va desaparèixer i el seu territori es va unir al cantó de Colombes-2.

## Municipis
- La Garenne-Colombes

## Història
| Data d'elecció                           | Identitat         | Partit | Qualitat |
| ---------------------------------------- | ----------------- | ------ | -------- |
| 1961-1967                                | Max Catrin        | CNI    |          |
| 1967-1973                                | Albert Fabbi      | UDR    |          |
| 1973-1988                                | M. Suchet         | RPR    |          |
| 1985-2004                                | Max Catrin        | CNI    |          |
| 2004-2010                                | Philippe Juvin    | UMP    |          |
| 2010-                                    | Isabelle Caullery | UMP    |          |
| les dades anteriors no són pas conegudes |                   |        |          |
|                                          |                   |        |          |

## Demografia
| A partir de 1990: Població sense dobles comptes |